# 루이쑤이향

루이수이향의 위치

루이수이향(한국어: 서수향, 중국어: 瑞穗鄉, 병음: Ruìsuì Xiāng)은 중화민국 화롄현의 향이다. 넓이는 135.5862km2이고, 인구는 2015년 8월 기준으로 11,951명이다.

## 지리
루이수이향은 화롄현 남동부에 위치하고, 북쪽은 광푸향과 서쪽은 완룽향, 줘시향과 동쪽은 펑빈향과 남쪽은 위리진과 접하고, 북회귀선이 향내를 통과하고 있다. 화둥 종곡평원(花東縦谷平原)에 위치해, 서쪽의 중양산맥과 동쪽의 하이안산맥에 끼워진 지형이며 남쪽은 우허 대지(舞鶴台地)와 연결되고 있다. 슈구롼시(秀姑巒渓)의 충적선상지에 위치하기 때문에 지세는 평탄하다. 주민은 민난계와 원주민이 대부분이고 원주민 중에서는 아메이족이 가장 많다.

## 역사
루이수이향의 옛 이름은 수미(水尾)였다. 1862년, 대만진총병 오광량이 무장인 오립귀에 명해 이곳에서 둔전을 시작해 점차 취락이 형성되어 갔다. 일본 통치 시대의 1919년, 총독부는 미즈오(水尾)로부터 일본식 지명인 미즈호(瑞穂)로 개칭했다. 덧붙여 대만어나 하카어에서는 옛 이름이 현재에도 사용되고 있다.
1937년의 화둥 지방제 개편 때, 이곳에 미즈호장(瑞穂庄)이 설치되어 가렌코청 호린군의 관할하에 두어졌다. 전후에 화롄현 루이수이향이 되었고 또 1946년에는 일부 촌이 신설된 광푸향이나 완리향으로 행정이 이관되는 등의 변천을 거쳐 현재에 이르고 있다.

## 교통
- 타이완 철로관리국 타이둥선